# مرگ قسطی
مرگ قسطی (به فرانسه: Mort à crédit) رمانی از لویی فردینان سلین نویسنده فرانسوی است که اولین‌بار در سال ۱۹۳۶ منتشر شد. این اثر توسط مهدی سحابی به فارسی ترجمه شده‌است.

## ماجرای داستان
«مرگ قسطی» داستان فقر و فلاکتی است که سلین در بچگی‌اش با آن دست و پنجه نرم کرده بود. این رمان درون‌مایه تلخی دارد، این‌طور به نظر می‌رسد که در هر صفحه یک سلین عصبانی قصه آن روزهای تاریک را بازگو می‌کند. سلین در این کتاب دربارهٔ کودکی خود نوشت و باز لحن عامیانه و متفاوت ادبیات فرانسه را دچار شوک کرد.
سلین می‌گفت: «من همان‌طوری می‌نویسم که حس می‌کنم... از من خرده می‌گیرند که بددهنم و زبان بی‌ادبانه دارم... از بی‌رحمی و خشونت دائمی کتاب‌هایم انتقاد می‌کنند... چه کنم؟ این دنیا ذاتش را عوض کند من هم سبکم را عوض می‌کنم». او فقط دنیا را همان‌طوری نشان می‌داد که می‌دید.